# Яновский, Соломон Лейбович
Соломо́н Ле́йбович Яно́вский (псевдоним — Александр Яновский; 13 мая 1935, Киев — 20 июля 2013, Майами) — советский кинооператор и режиссёр, сценарист.

## Биография
В 1965 году окончил операторский факультет ВГИКа. 
Работал в Киеве на телестудии и киностудиях имени Довженко и Киевнаучфильм, а также на московской киностудии им. Горького. Оператор документального, а также игрового кино. В кино дебютировал с фильмом «Гимнаст», его настоящее имя указано в титрах — Соломон Яновский , с 1966 года снимал фильмы под псевдонимом Александр Яновский. 
Единственная режиссёрская работа — фильм 1984 года «Егорка».
C 1994 года жил в США.

## Фильмография

### Операторские работы
1. 1968 — Эксперимент доктора Абста
2. 1968 — Большие хлопоты из-за маленького мальчика
3. 1971 — Умеете ли вы жить?
4. 1972 — Всего три недели...
5. 1973 — Старая крепость
6. 1975 — Мустанг-иноходец
7. 1977 — Если ты уйдешь
8. 1978 — Любаша
9. 1981 — Утро вечера мудренее
10. 1982 — Грачи
11. 1983 — Гонки по вертикали
12. 1984 — Благие намерения (фильм, 1984)
13. 1985 — Осенние утренники
14. 1986 — Обвиняется свадьба
15. 1988 — Фантастическая история
16. 1988 — Новые приключения янки при дворе короля Артура
17. 1990 — Дамский портной

### Режиссёрские работы
1. 1984 — Егорка